# 韓一武
韓一武(ハン・イルム、1908年8月12日 - 1972年8月10日)は、朝鮮民主主義人民共和国の軍人、政治家。ソ連派に所属。高麗人。

## 経歴
咸鏡南道咸興市に生まれる。朝鮮が日本の植民地になると、1916年、両親に連れられて沿海州ポシェト地区に移住した。両親は農業を続け、子供を学校に通わせた。韓一武は1920年から小学校に通い、1926年に卒業すると、ノヴォキーエフスコエの中等学校で学んだ。
卒業後は地元のクラークの下で働くことになり、重労働を強いられた。同時に農業組合や集団農場設立のための朝鮮人青年の運動にも参加した。沿海州の朝鮮人農民の強制的な集団化が始まると、韓一武は農業協同組合の理事長となった。
1930年から1932年までウラジオストクの高級党学校に在学し、卒業後はポシェト地区委員会の指導者として勤務した。1934年から1936年までハバロフスク共産大学に在学。
1937年秋、他の極東朝鮮人たちと共にウズベキスタンタシュケントに強制移住させられた。集団農場党委員長。
1941年2月15日、タシュケントのNKVD-NKGBの第5部門の召喚を受け、モスクワへ行くように命じられた。
カザンスキー駅に着いた韓一武はコミンテルンの外国人人材を養成するための情報学校で教育を受けることになった。この学校は1941年に設立され、1943年にコミンテルンの解散によって閉鎖された。
2年間教育を受けた韓一武は1943年初めにウラジオストクに駐屯するソ連海軍太平洋艦隊司令部情報部に配属された。情報部の職員は危険な偵察活動に従事していた。韓一武も1944年と1945年に朝鮮での重要な偵察任務を遂行した。潜水艦で海岸に接近し、そこからゴムボートで海岸に上陸した。この2回の偵察活動に加えて、潜水艦からの上陸によって何度もソ連国境を越えて東満州での任務を遂行した。
1945年8月8日夜、清津上陸作戦に参加する軍艦に乗船し、ソ連対日参戦に参加。
朝鮮共産党元山市党第2秘書、元山市人民委員会副委員長、江原道党委員長を務めた。
1946年8月28日の第1回党大会にて労働党中央委員会委員（咸鏡代表）。
1948年3月、労働党中央委員会委員(第2回党大会)。元山をセクト主義の巣窟と断罪し、呉琪燮、鄭達憲、崔容達、李康國に自己批判を要求した。同年8月、第1期最高人民会議代議員当選。
1948年8月20日、民族保衛副相（兼海軍訓練局長）。
北朝鮮海軍の創設に関わり1950年6月10日に海軍司令官。
1952年末、虚偽報告で解任された王連に代わり空軍司令官兼任。
1953年2月、国旗勲章第1級受章。
1956年4月、労働党中央委員会委員(第3回党大会)。
1957年8月、海軍中将、第2期最高人民会議代議員当選。
1958年1月21日、国旗勲章第1級受章。
1958年10月、駐モンゴル大使。
1962年、退職してソ連に帰還。

## 人物
アメリカ情報部の情報資料ファイルによれば、「論争で平静を失う傾向があり、動揺すると感情的に不安定になって、しばしば軽率な行動をとった。」、「ロシア語と日本語の読み書きと会話ができ、中国語も話すことはできた。」、「とても正直で公正であり、部下から愛されていた。」と書かれている。